# Lobovalgus decellei
Lobovalgus decellei är en skalbaggsart som beskrevs av Franz Antoine 2002. Lobovalgus decellei ingår i släktet Lobovalgus och familjen Cetoniidae. Inga underarter finns listade i Catalogue of Life.